# Арабизмы
Араби́зм — заимствование из арабского языка в другие языки, либо особенность, свойственная арабскому, но перенесённая в другой язык.
Арабский язык, как язык религиозного общения мусульман, занимает значительное место в языках мусульманских народов (тюркские, кавказские, индоиранские и другие языки).

## Арабизмы в русском языке
По мнению исследователей, арабизмы наряду с англицизмами, галлицизмами и германизмами занимают значительное место в русском языке. В отношении количества арабизмов в русском языке имеются некоторые разногласия. Т. П. Гаврилов указывает на присутствие в русском языке 193 арабизмов, М. Х. Халлави считает, что их 260, из которых активно используется половина. Большинство арабизмов вошло в русский язык при посредстве тюркских языков. Арабизмы делятся на прямые (шариат, имам, хадис, мечеть, фетва, зенит, надир, джинн и т. д.) и опосредованные (сироп, гарем, софа, жираф, жасмин, магазин, муссон, эликсир, сафари, кофе и др.), которые вошли в русский язык через английский, немецкий, французский и другие языки.
| русск.     | араб.        |
| ---------- | ------------ |
| Адмирал    | امير البحر   |
| Азимут     | السمت        |
| Алгебра    | الجبر        |
| Алгоритм   | الخوارزمي    |
| Алкоголь   | الكحول       |
| Альдебаран | الدبران      |
| Альманах   | المناخ       |
| Альтаир    | النسر الطائر |
| Арсенал    | دار الصناعة  |
| Вега       | النسر الواقع |
| Денеб      | ذنب الدجاجة  |
| Джихад     | الجهاد       |
| Жираф      | زرافة        |
| Зенит      | سمت الرأس    |
| Кайф       | كايف         |
| Магазин    | مخزن         |
| Макраме    | مقرمة        |
| Мечеть     | مسجد         |
| Муссон     | موسم         |
| Надир      | نظير السمت   |
| Сироп      | شراب صيدلاني |
| Софа       | صف           |
| Тариф      | تعريفة       |
| Умма       | أمة          |
| Фетва      | فتوة         |
| Халва      | حَلاوة        |
| Халиф      | خليفة        |
| Хафиз      | حافظ         |
| Хиджра     | هِجْرَة         |
| Химия      | الكيمياء     |
| Цифра      | صفر          |
| Шариат     | شريعة        |
| Эликсир    | الإكسير      |

## Арабизмы в других европейских языках

### Английский язык
Многообразные культурные и торговые связи Европы с Востоком отражают заимствования из арабского языка. Длительная арабская оккупация Испании (VIII—XV вв .), Крестовые походы (XI—XIII вв.), а также открытие морского пути в Индию (конец XVI в.), послужили стимулом для оживления торговли Британской империи с восточными странами. Колонизация ряда арабских стран также оставила свой след в словарном составе английского языка в виде арабизмов, относящихся к торговле с арабскими странами, к их укладу жизни и т. д.
Так же, как латинский язык был языком ученых в средневековой Европе, так арабский язык был языком науки для исламского мира. В XIV—XVI вв. ряд слов, использовавшихся арабскими учёными, попали в английский язык через латинский. Ряд арабизмов попали в словарный состав английского языка через итальянский (algebra, carat, tariff), португальский (apricot), французский (calibre, sultan, magazine), голландский, испанский и другие языки.

### Испанский язык
Арабизмы начали проникать в испанский язык в VIII веке, когда арабский язык получил статус государственного. По оценке, около 10 % лексических единиц восходит к арабским заимствованиям. Следы арабского влияния обнаруживаются также в фонетике, морфологии, топонимике испанского языка и некоторых кальках.

### Немецкий язык
Арабизмы в немецком языке появлялись по мере того, как в Германии средних веков и нового времени стала распространяться переводная литература по математике, географии и астрономии. Вместе с арабизмами в немецкий язык в разное время проникали слова из других языков. На сегодняшний день целые пласты немецкой лексики занимают именно заимствования из латинского, греческого, арабского, английского, французского, итальянского и некоторых славянских языков. Проникновение арабизмов происходило, по большей части, не напрямую из арабских источников, а косвенно.

## Арабизмы в тюркских языках

### Казахский язык
Начало вхождения арабских понятий и терминов в казахский язык связано прежде всего с распространением исламской религии среди казахов. Новые, доселе неизвестные казахам и их предкам религиозные термины не переводились на местные языки, а заимствовались напрямую, но с учётом особенностей казахского произношения. Например, слово масджид («мечеть») превратилось в казахское мешіт. Распространению арабизмов способствовала казахская письменность, основанная на арабском алфавите.